# Auguste-Barthélemy Glaize
Pour les articles homonymes, voir Glaize.
Auguste-Barthélemy Glaize, né le 15 décembre 1807 à Montpellier, et mort le 8 août 1893 à Paris (6e arrondissement), est un peintre, lithographe et pasteliste français.

## Biographie

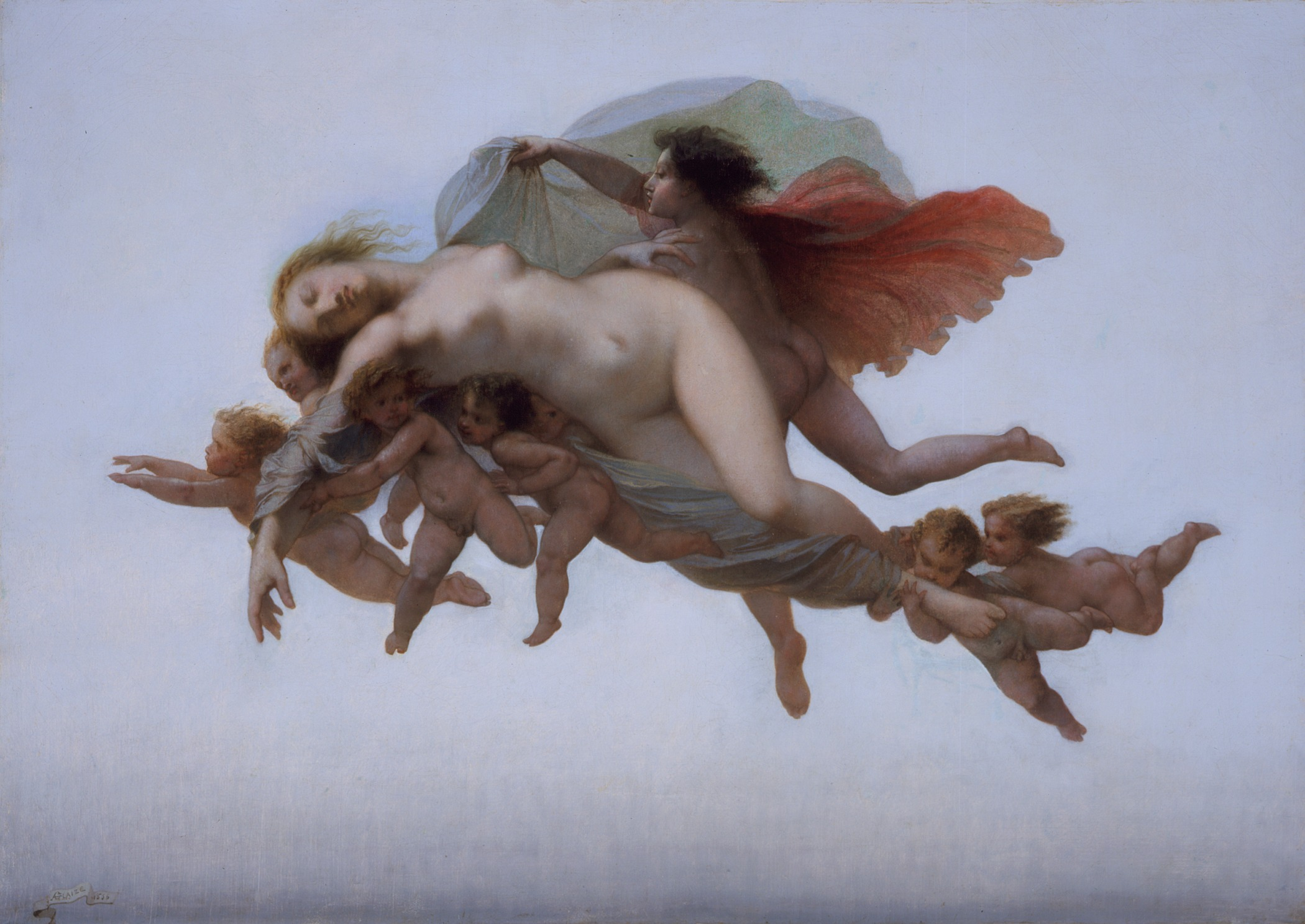
Psyché (1856), musée d'art du comté de Los Angeles.

Élève des peintres Achille Devéria et Eugène Devéria, Glaize fit ses débuts au Salon de 1836 avant de s’installer à Paris.
Après avoir traité d’abord le genre et les sujets religieux, il demanda à la littérature et aux idées romantiques des inspirations souvent heureuses et est considéré comme l’un des grands peintres français, marquant sa carrière par d’importants tableaux d’histoire et des cycles de peinture monumentale religieuse dans plusieurs églises de France.
Son tableau, l’Étoile de Béthléem, représentant l’arrivée des Rois Mages, guidés par un ange portant l’étoile dans sa chevelure et désignant la Sainte Famille à leur vénération, conservé dans l’église de Quesnoy-sur-Airaines est considéré par Didier Rykner comme l’un de ses chefs-d’œuvre. Les critiques de l’époque ont été généralement hostiles à sa manière quelque peu profane de traiter une scène religieuse. Alfred Des Essarts, qui n’appréciait pas la toile, souligne néanmoins son originalité. Il a aussi cultivé avec succès la lithographie et le pastel.
Glaize a été le professeur de Paul-Maurice Duthoit, Léon Cassel, Joseph Aubanel et de son fils Pierre-Paul-Léon Glaize. Il est inhumé à Paris au cimetière du Père-Lachaise.

## Œuvres dans les collections publiques
- Amiens, musée de Picardie : Les Écueils, Salon de 1864.
- Arras, musée des beaux-arts : Le Spectacle de la folie humaine, 1872
- Autun, musée Rolin : Les Femmes gauloises, épisode de l'invasion romaine, esquisse pour le tableau conservé à Paris au musée d'Orsay[4].
- Avignon, musée Calvet : Luca Signorelli se disposant à peindre son fils tué en duel à Cortone.
- Béziers, musée des beaux-arts : Les Amours à l'encan.
- Brest, musée des beaux-arts : L'immaculée conception entre saint François de Sales et sainte Jeanne de Chantal, 1853, huile sur toile, 252,5 x 202 cm[5].
- Lodève, cathédrale Saint-Fulcran : L'humilité de Sainte Élisabeth de Hongrie, 1843.
- Marseille, musée des beaux-arts : Le Pilori[6].
- Montpellier:
  - musée Fabre :
    - Le Sang de Vénus, 1845 ;
    - Portrait d'Alfred Bruyas, dit Le Burnous, 1849 ;
    - Portrait de Bruyas ;
    - Intérieur du cabinet de Bruyas, 1848 ;
    - Souvenir des Pyrénées, 1851.

  - Chapelle de la Miséricorde :
    - Les Dames de la Miséricorde[7]
- Nogent-sur-Seine, église paroissiale Saint-Laurent : Conversion de Marie-Madeleine, 1844.
- Paris :
  - église Saint-Eustache, chapelle de la Rédemption :
    - La Naissance du Christ ;
    - La Mort de Jésus-Christ ;
    - Adam et Ève chassés du paradis ;
    - La Captivité de Babylone.

  - église Saint-Jacques-du-Haut-Pas : La Trinité (1868), plafond.
  - musée du Louvre : Héliodore chassé du temple[8].
  - musée d'Orsay : Les Femmes gauloises, épisode de l'invasion romaine[9].
- Pantin, église paroissiale Saint-Germain-l'Auxerrois : Sainte Elisabeth de Hongrie
- Rouen, musée des beaux-arts : La Pourvoyeuse de misère[10].
- Vicdessos, église paroissiale Notre-Dame-de-l'Assomption : L'Adoration des Bergers, en collaboration avec Louis Mercadier.

## Réception critique
Charles Baudelaire écrit à propos de la Conversion de Marie-Madeleine : 

« M. Glaize a un talent – c'est celui de bien peindre les femmes. – C'est la Madeleine et les femmes qui l'entourent qui sauvent son tableau de la Conversion de Madeleine – et c'est la molle et vraiment féminine tournure de Galathée qui donne à son tableau de Galathée et Acis un charme un peu original. – Tableaux qui visent à la couleur, et malheureusement n'arrivent qu'au coloriage de cafés, ou tout au plus d'opéra, et dont l'un a été imprudemment placé auprès du Marc-Aurèle de Delacroix. »

— Charles Baudelaire, Curiosités esthétiques

## Galerie

Œuvres d'Auguste-Barthélemy Glaize
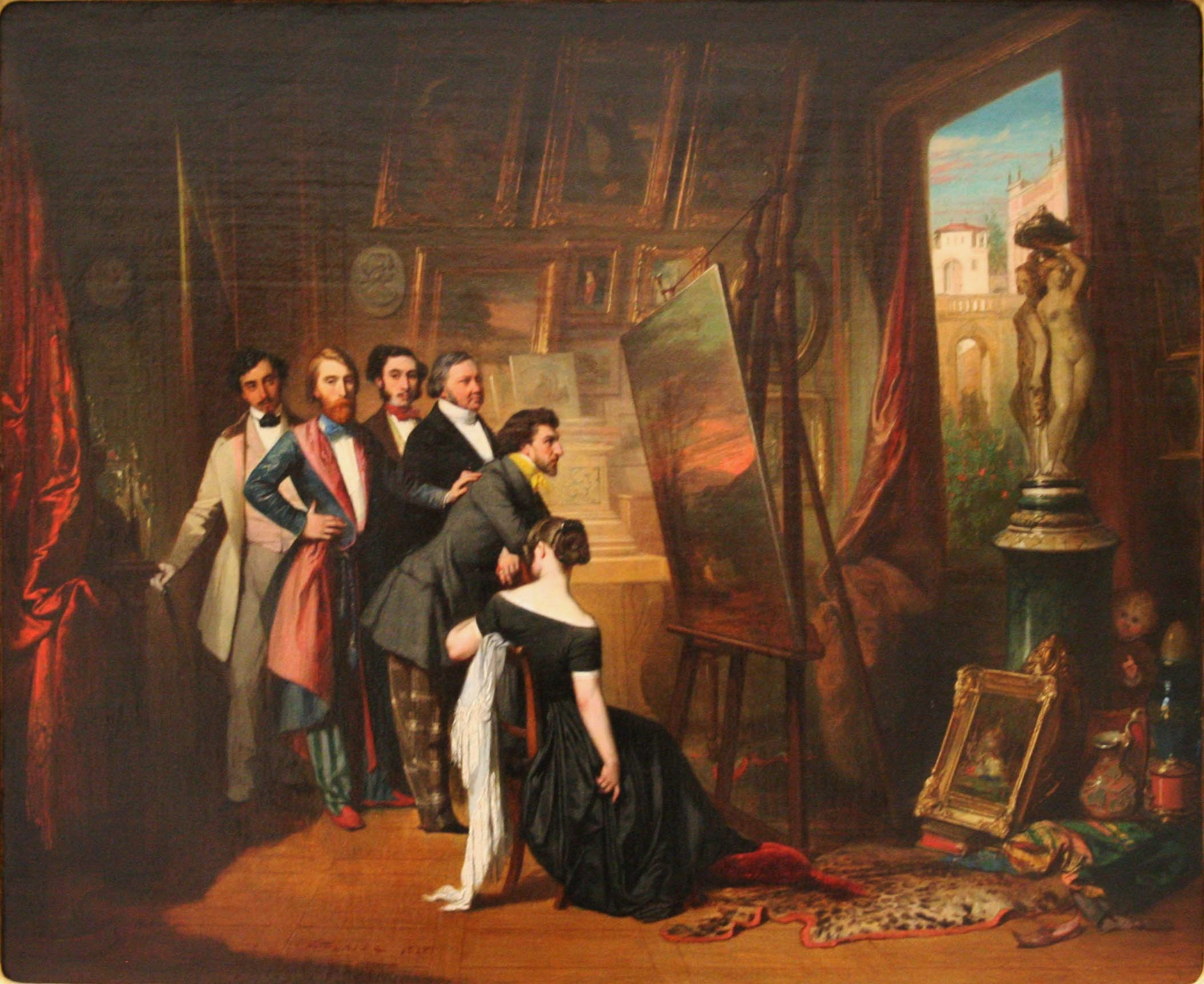
Intérieur du cabinet de Bruyas (1848), Montpellier, musée Fabre.
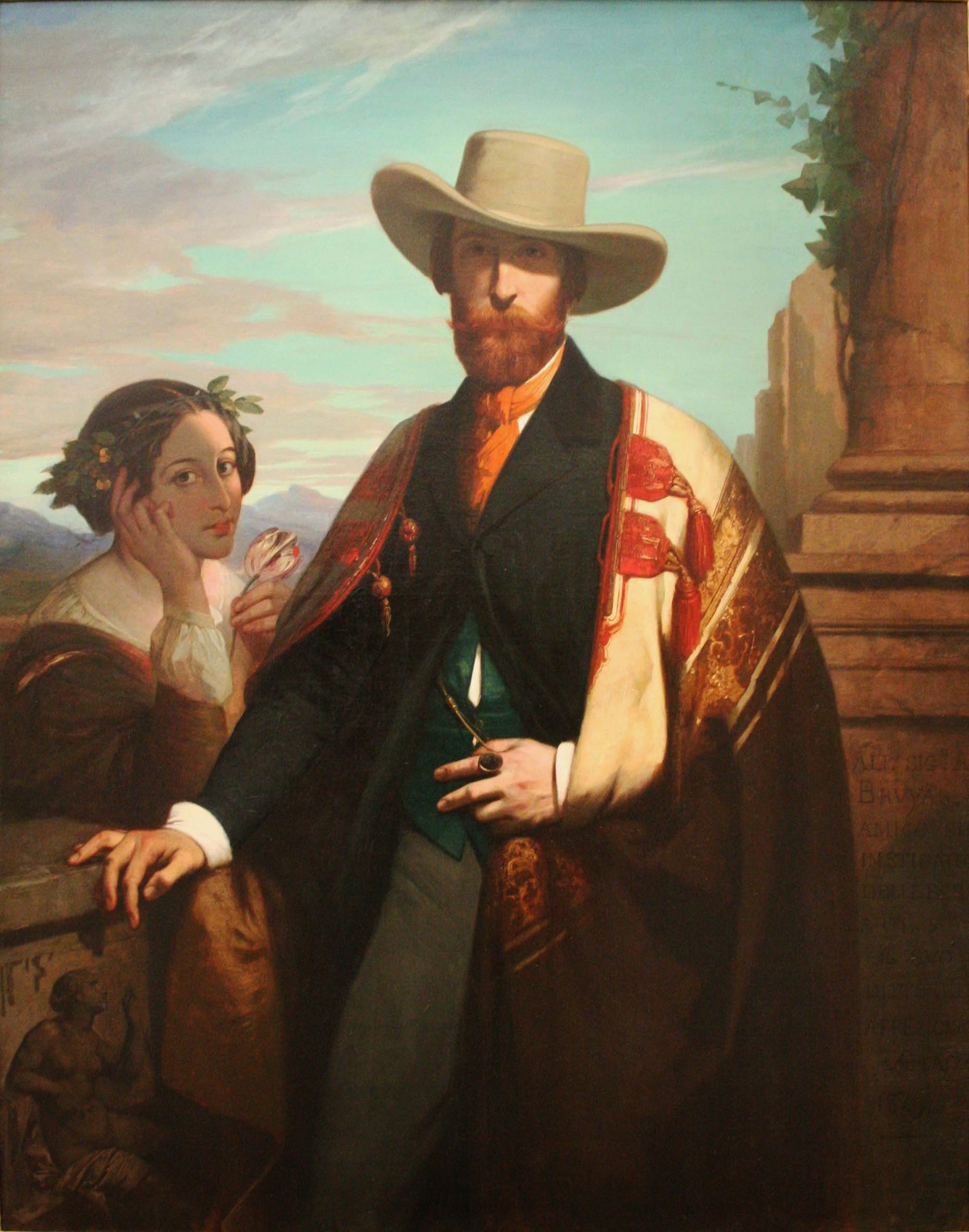
Portrait d'Alfred Bruyas, dit Le Burnous (1849), Montpellier, musée Fabre.
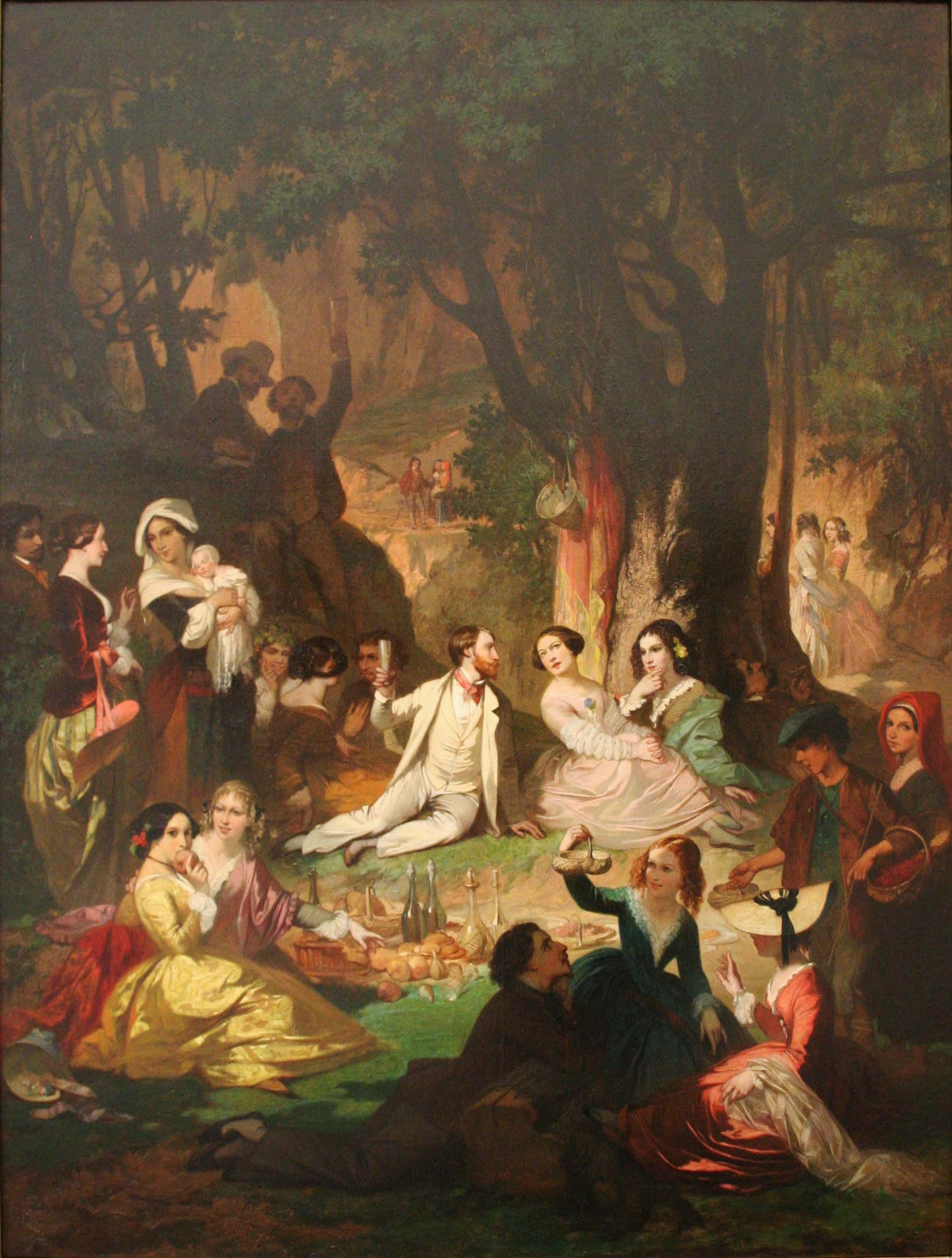
Olim, souvenir des Pyrénées. Le goûter champêtre (1851), Montpellier, musée Fabre.
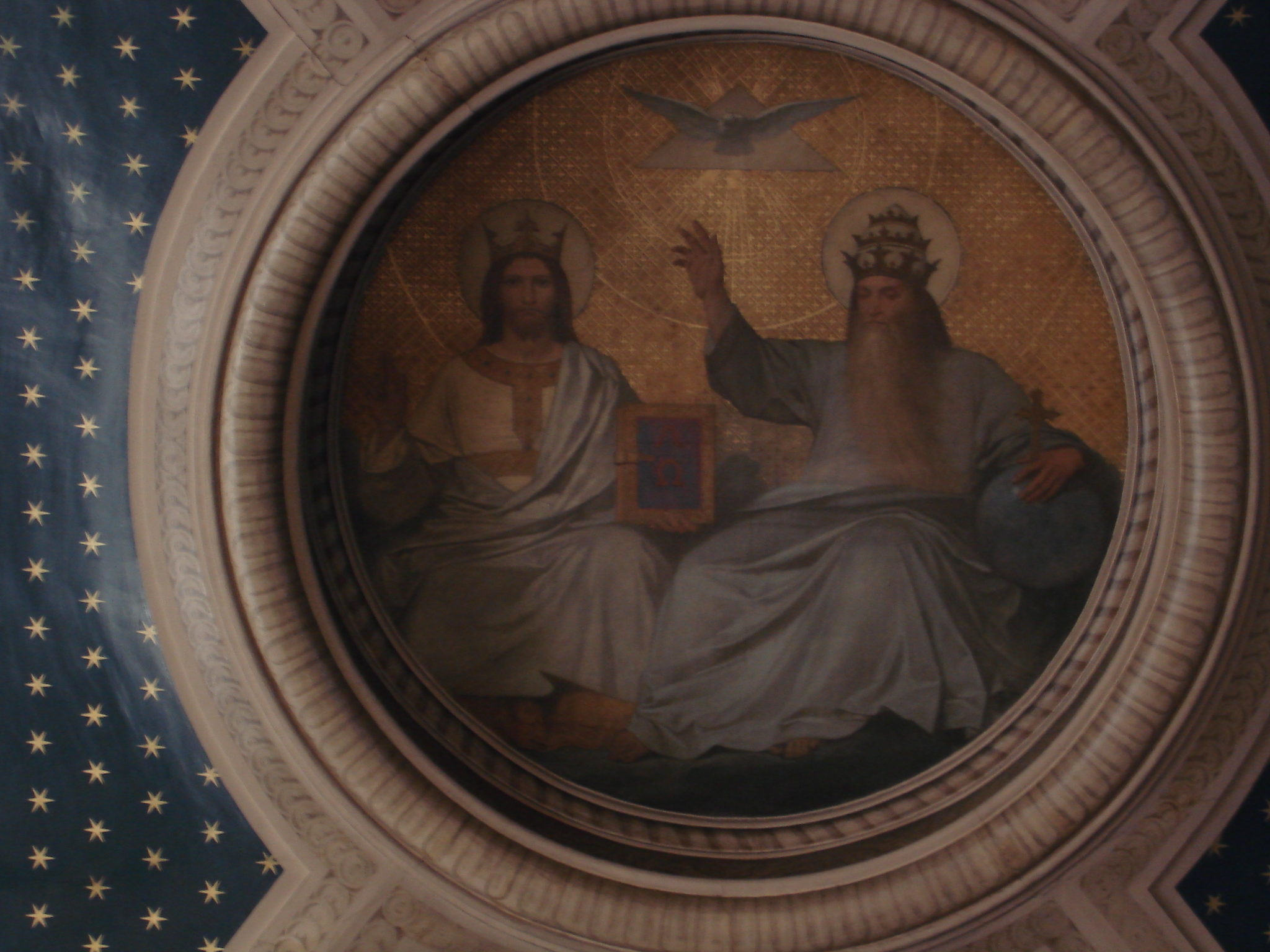
La Trinité (1868), plafond d'une chapelle de l'église Saint-Jacques-du-Haut-Pas à Paris.

## Élèves
- Joseph Aubanel
- Paul-Maurice Duthoit
- Pierre-Paul-Léon Glaize